# Estado de Rurique
Estado de Rurique (em russo:  Госуда́рство Рю́рика), também Rússia de Novogárdia (em russo:  Новгородская Русь), Rus do Norte (em russo:  Северная Русь), é o nome condicional (historiográfico) de um Estado ou uma formação pré-estatal na parte norte da planície do leste europeu, o período predecessor de formação da Rússia de Kiev, sob a liderança da dinastia ruríquida.
De acordo com a mais antiga crônica russa existente O Conto dos Anos Passados do início do século XII, o Estado de Rurique foi precedido por uma Confederação de Tribos Eslavas e Fino-úgricas, que expulsaram e depois convidaram os varangianos para reinar. A fundação do Estado está ligada pela crônica com O Chamado dos Varangianos, liderados por Rurique (de acordo com a crônica em 862). Depois de estabelecer o controle sobre Kiev e transferir a capital para lá (de acordo com o Conto dos Anos Passados em 882), na historiografia é costume chamar de antigo Estado Rus ou Rússia de Kiev. A Fortaleza de Rurique e Velha Ladoga reivindicam o direito de serem denominados de capital do Estado de Rurique e Olegue (no início de seu reinado).

## Nome
Um único nome para o Estado de Rurique-Olegue com centro na Região de Volcova (Assentamento de Rurique) não foi ratificado pela ciência histórica. Há uma opinião de que nas fontes árabes do século X, o Estado de Rurique é descrito sob o nome de Eslávia. No período de Kiev (950), o imperador bizantino Constantino Porfirogênito (r. 913–959) em seu tratado Sobre a Administração Imperial chamou as terras dos novogárdios de Rus Exterior, em contraste com as possessões de Kiev mais próximas de Bizâncio, a Rus.